# Corazones en la Atlántida
Corazones en la Atlántida, cuyo título original es Hearts In Atlantis, es una colección de cuentos de Stephen King, publicada en 1999.
El libro está compuesto por cinco relatos relacionados entre sí: Hampones con chaquetas amarillas, Corazones en la Atlántida, Willie el ciego, ¿Qué hacemos en Vietnam? y Se ciernen ya las sombras de la noche.

## Información general
Podemos decir que esta serie de historias se interesa por los hechos ocurridos en los años sesenta y setenta. La guerra de Vietnam desempeña un papel muy importante. Las imágenes de la guerra y las protestas contra ella invadieron los televisores de las casas de Estados Unidos durante una década, creando una impronta imborrable en esa generación. En este libro, Stephen King nos muestra cómo afectaron a toda una generación los hechos ocurridos en la década de los sesenta, en especial la guerra de Vietnam.
Stephen King ha mostrado interés por los hechos ocurridos en los años sesenta y setenta en muchas de sus novelas. Su novela Carrie se publicó en 1974, justo un año antes de la retirada de las últimas tropas americanas de Vietnam. Una de sus últimas novelas, 22/11/63, es una ucronía en la que Stephen King se adentra en la historia de los primeros años de la década de 1960, siendo uno de los objetivos del protagonista detener el asesinato de John F. Kennedy para así evitar la guerra de Vietnam.

## Argumento

### Hampones con chaquetas amarillas
Esta historia aparece con el subtítulo, 1960: Tenían la vara afilada por ambos extremos.
En este relato se nos narra la historia de Bobby Garfield. Bobby es un niño de once años que vive con su madre, Liz, en un pequeño apartamento en la localidad de Harwich, Connecticut. La vida con su madre es complicada, debido a que es una mujer llena de prejuicios y que siempre está recordando a Bobby la mala situación en la que les dejó su padre cuando se murió. Además en muchas ocasiones es distante y fría con Bobby y está continuamente ocupada con su trabajo y los problemas con su jefe, Don Biderman.
La historia comienza con la llegada de un nuevo vecino, Ted Brautigan, que ocupa la habitación del tercer piso de la casa donde vive Bobby. Pronto comenzará una sincera amistad entre Ted y Bobby basada en la lectura de libros. Esta amistad se afianzará cuando Ted regale a Bobby El señor de las moscas, que Bobby lee con avidez. No obstante, la madre de Bobby ve con malos ojos la amistad de su hijo con Ted, ya que éste es un señor mayor y no conoce nada de su pasado. El principal temor de Liz es que Ted pueda abusar sexualmente de su hijo.
Un día Ted le ofrece a Bobby un trabajo remunerado y le confía un secreto. Ted señala que está siendo perseguido por unos estrafalarios seres a los que denomina Hampones con chaquetas amarillas. Estos personajes llevan llamativos trajes amarillos y poseen coches extraños, pasan desapercibidos para la gente común pero algunas personas son capaces de verlos. Se comunican entre ellos con extraños mensajes como dibujos de lunas escritos en las rayuelas, dibujos de cometas colgados de las antenas, anuncios puestos al revés y mensajes solicitando ayuda por la pérdida de algún animal. Bobby debe de estar alerta por si aparecen estos mensajes, prueba de que los Hampones están cerca, a cambio Ted le dará un dólar por semana. Bobby acepta este trabajo, por un lado, por su amistad con Ted y por otro porque desea ahorrar para comprarse una bicicleta.
El libro no dice por qué es perseguido Ted por los Hampones. Según se relata posteriormente, Ted posee un don especial que es deseado por los Hampones. Los Hampones están al servicio del Rey Carmesí cuya misión es capturar a todos los disgregadores como Ted y obligarles a trabajar en su mundo para detener a los haces. Posteriores capítulos de la historia nos revelarán que Ted estuvo preso en el mundo de los Hampones y se escapó, y por lo tanto los Hampones vinieron para capturarlo.
Ted insiste que los Hampones son muy peligrosos y le ruega a Bobby que tenga mucho cuidado. Además advierte a Bobby que no debe tocarle debido a que si esto pasa, la percepción de Bobby quedaría alterada y si los contactos son frecuentes los cambios pueden ser permanentes. En realidad, podemos observar que cuando Ted toca a Bobby la percepción de Bobby se vuelve más aguda, pudiendo notar los pensamientos y sentimientos de las personas que le rodean. Por ejemplo un día Bobby consigue vencer a un trilero que intenta engañarle cuando está con sus amigos en la playa. Además el contacto corporal con Ted permite a Bobby entrar en el mundo interior de Ted y percibir a los Hampones y el daño que producen en el mundo.
Ted advierte también a Bobby de que su cometido debe permanecer en secreto y por lo tanto Bobby señala a su madre de que, en realidad, Ted le paga para que le lea las noticias y los libros, ya que tiene la vista demasiado cansada.
Poco a poco Bobby empieza a ver las señales dejadas por los Hampones, pero no quiere decir nada a Ted porque sabe que, cuando se lo diga, Ted se va a marchar y por lo tanto siempre encuentra una excusa para demorar las noticias sobre la aparición de los mensajes. No obstante Ted sabe que los Hampones están cerca debido a que su presencia le provoca raptos hipnóticos que son cada vez más frecuentes. Bobby al principio cree que los Hampones son una fantasía de Ted, pero después se va convenciendo de su existencia debido a los extraños sucesos que van ocurriendo.
El relato también nos cuenta la relación de Bobby con sus dos mejores amigos Carol y Sully – John. Con Carol la amistad irá derivando en un incipiente romance en el que Bobby disfrutará de sus primeros besos con Carol en la noria.
El desenlace de la historia comienza cuando, después de muchas indecisiones, Liz acepta ir con su jefe y unos compañeros de trabajo a Providence por un seminario de trabajo durante unos días, al principio del verano. Liz no tiene más remedio, a pesar de sus desconfianzas, que dejar a Bobby al cuidado de Ted. Durante estos días Ted avisa a Bobby que debido a la cercanía de los Hampones, dejará la ciudad. Sin embargo Ted promete a Bobby que le escribirá pero siempre por medio de Carol, para que los Hampones no sospechen.
No obstante Ted necesita dinero para poder escapar de los Hampones y por lo tanto Ted y Bobby deben de ir a un garito de apuestas en los barrios bajos de la localidad cercana de Bridgeport cuyo nombre es el Pocket. En el Pocket, Bobby entabla conversación con varios conocidos de su padre que le señalan que su padre no era la mala persona que su madre le quería hacer ver. Ted gana la apuesta hecha sobre un combate de boxeo y acuerda en regresar a por el dinero, unos dos mil dólares, dentro de un día.
En el último día en el que Ted y Bobby están juntos, Carol es duramente golpeada por unos matones adolescentes que habían estado acosando a Carol y Bobby en los días previos. El resultado es que Carol acaba con un hombro dislocado y diversas magulladuras por todo el cuerpo. Rápidamente Bobby lleva a Carol con Ted para que le cure. Ted tiene que rasgar la blusa de Carol para poder tratarle el hombro dislocado.
Ese mismo día Liz llega a casa sin avisar de su viaje a Providence ya que ha sido violada y golpeada repetidamente por su jefe y sus compañeros de trabajo. Al entrar en casa observa como Carol tiene la camisa desgarrada y cree que Ted está intentando abusar sexualmente de los niños. Liz después de golpear a Bobby y a Ted, obliga a Ted a marcharse antes de tiempo. Posteriormente Liz ve uno de los mensajes de los Hampones en el que se señala que están buscando a un perro llamando Brautigan, y ofrecen una sustanciosa recompensa y a pesar de los deseos de su hijo, Liz, llama a los Hampones para revelarles la ubicación de Ted.
Bobby decide buscar a Ted para advertirle que su madre ha revelado su ubicación y huir con él. Al final encuentra a Ted en el Pocket pero no puede hacer nada para impedir que los Hampones le capturen. Los Hampones capturan a Bobby y Ted y se quieren llevar a los dos pero, Ted, les convence para que den una oportunidad a Bobby. El jefe de los Hampones, Cam, le da a elegir a Bobby irse con Ted o permanecer con su madre. Bobby aterrado ante los rostros de los hampones y sus malas vibraciones decide dejar a Ted y no ir con él al mundo de los Hampones. Decisión que le pesará toda la vida.
A partir de este momento la vida de Bobby se hará más complicada. Su relación con Carol y Sully – John se enfría y se va metiendo cada vez en más problemas. Liz y Bobby se mudan a otro pueblo porque la madre de Bobby consigue otro trabajo. Bobby sigue metiéndose en problemas más graves como robos, drogas, alcohol y peleas hasta que acaba seis meses en un correccional. A su salida del correccional recibe una carta muy fría de Carol señalando que Ted le ha escrito pidiéndole que le remita su carta. Al abrir la carta de Ted, salen un montón de pétalos de rosas impregnados con la esencia de Ted y Bobby comprende que Ted se ha vuelto a escapar del mundo de los Hampones. En las últimas escenas parece que Bobby se vuelve acercar con cariño a su madre.

### Corazones en la Atlántida
El nexo  de esta historia con las otras es Carol Geber que se convierte durante un tiempo en la amante de Peter Riley, el protagonista y narrador del relato. Gracias a la historia de Carol podemos saber que ocurrió con ciertos personajes de la historia anterior, por ejemplo Sully – John se convirtió en el novio de Carol en el Instituto y en los primeros meses de la universidad hasta que ella conoció a Peter, después de acabar sus estudios, Sully, tiene pensando enrolarse para la guerra de Vietnam. La madre de Carol se volverá alcohólica y por eso Carol tendrá que dejar la universidad para atenderla. Rionda sigue siendo amiga de la familia y también gracias a Carol se sabrá que Willie Shearman robó el guante de béisbol de Bobby.
El título de la historia proviene de la canción de Atlantis de Donovan y de un juego de carta que se llaman Los Corazones. El protagonista de la historia es Peter Riley que cuenta el relato en primera persona mientras rememora su primer año de universidad. 
Peter Riley en sus primeros meses en la universidad es un buen alumno con unas notas destacadas pero su vida universitaria va a cambiar cuando conoce a Ronnie Malenfant un estudiante fanfarrón que le introduce en Los corazones. Poco a poco se van sumando los distintos habitantes de la tercera planta del Chamberlain Hall incluyendo al mejor amigo de Peter, Skip, en una especie de evasión de la realidad para olvidar las trágicas noticias que parecen llegar de Vietnam. Su situación es trágica debido a que la mayoría de los estudiantes, tienen una beca de estudios que depende de las notas que saquen en el semestre. Pero no sólo está en peligro su futuro académico sino también sus vidas porque saben que si son expulsados de la universidad serán reclutados para la guerra de Vietnam
Durante este proceso se producirá la relación entre Peter y Carol. Carol y Peter empiezan a salir lo que motivará que ambos corten la relación con sus parejas anteriores. No obstante Carol desde el primer momento advierte a Peter que su relación será posiblemente pasajera. Carol recibe una llamada de Rionda que le dice que su madre se ha vuelto alcohólica y por lo tanto decide dejar la universidad para cuidar a su madre. Carol llama a Peter y le explica cómo fue apaleada por Willie y otros chicos y como Bobby Garfield le salvó. Después Carol señala a Peter que va a dejar la universidad y en su última cita con Carol Peter pierde la virginidad. Peter decide llevar a Carol a la estación de autobuses al día siguiente pero cuando va a buscarla a su residencia ella ya se ha ido y le ha dejado una nota diciendo que es mejor que guarden el recuerdo de la noche pasada como el último ya que fue extraordinario y que por favor no le escriba, que cuando esté preparada ella se pondrá en contacto con él.
También la historia tiene como fondo la guerra de Vietnam y como se va haciendo patente entre los estudiantes cierta resistencia hacía ella. En este caso juega un papel decisivo Stokely Jones III, un estudiante inválido que tiene que ir con muletas y que vive también en el Chamberlain Hall. Jones lleva en su cazadora el símbolo de la paz o cruz rota desde el inicio del curso. Stokely Jones es una persona resentida por su enfermedad y huraño. Pero esta oposición ante la guerra también afecta a Nate, Skip, Carol y al propio Peter.
El desenlace de la historia comienza cuando aparece una pintada en el Chamberlain Hall en contra de la guerra de Vietnam en el que se incluye el símbolo que lleva Stokely Jones en la cazadora siendo él mismo el que ha realizado este acto de protesta. Después ocurre una gran nevada en la que Stokely Jones se cae y queda atrapado entre la nieve y el agua de la calle. Los alumnos del Chamberlain Hall mientras tanto están jugando a Los Corazones como siempre y Peter tiene la partida perfecta para ganar, pero miran por la ventanas y ven como Stokely se debate por avanzar entre la nieve y el hielo, como se cae y como queda atrapado. Su respuesta es reír a carcajadas pero deciden rescatarlo y llevarlo al hospital dónde tiene que sufrir una grave convalecencia debido a una neumonía y bronquitis.
Después de estos hechos el comité disciplinario de la universidad quiere castigar a Stokely por la pintada, siendo el principal instigador David Dearborn. Las pruebas son claras el símbolo de la cazadora de Stokely coincide con el de la pintada. Sin embargo todos los estudiantes deciden apoyar a Stokely diciendo que ellos también han adoptado esos símbolos en la vestimenta y por lo tanto no se puede saber quién en realidad hizo la pintada y por lo tanto Stokely queda libre de cargos.
Estos hechos hacen que Skip y Peter abandonen Los Corazones y vuelvan a sus estudios pasando con dificultades el semestre. En navidades Peter recibe un paquete de Carol con una postal de felicitación y un regalo. Este regalo es el libro del Señor de Las Moscas. Carol señala que lo leyó porque a su amigo de la infancia, Bobby, le gustaba mucho y recomienda que Peter lo lea. También en la postal le dice que le quiere que le puede escribir pero prefiere que no lo haga. También le señala que se ha vuelto una activista en contra de la guerra de Vietnam.
Por último se señala la suerte que sufren los protagonistas de la historia en el futuro. Stokely deja la Universidad de Maine pero llega a ser un abogado famoso, Natan se convierte en odontólogo, Skip consigue ser un artista de cierto renombre, Ronnie Malenfant es reclutado para la guerra de Vietnam y Carol se hace una activista radical que junto a su grupo pondrá una bomba que acabará con la vida de varios estudiantes de química.
La historia termina cuando Peter visita a Skip debido a que está muy grave por un ataque de corazón y cuando rememoran sus historias pasadas y debaten sobre si eran humanos o algo más, Skip le susurra al oído a Peter, Lo intentamos.

### Willie el Ciego
Esta historia tiene como subtítulo, 1983: Dios nos bendiga. El protagonista principal de esta historia es Willie Shearman que aparece en la primera historia Hampones con Chaquetas amarillas y también se le menciona en Corazones en la Atlántida. Willie es un veterano y héroe de la guerra de Vietnam. En la guerra coincidió con Sully – John, John Sullivan, y le salvó la vida en Dong Ha. Por este hecho recibió la estrella de plata pero sufrió una ceguera temporal que después remitió. En la guerra también coincidió con Ronnie Malenfant que seguía teniendo como principal pasión el juego de cartas de los corazones.
Willie vive atormentando por el sentimiento de culpa, en especial siente remordimientos por la paliza que él y sus amigos le dieron a Carol Geber cuando era niña. Willie piensa en cierto modo que los acontecimientos que sufrió Carol en el futuro se deben a los golpes que recibió por ellos en el pasado. En la historia se detalla parte de la vida de Carol. Cuando ella dejó la universidad se introdujo en un grupo radical denominado Estudiantes militantes por la paz o EMP. Este grupo puso una bomba en Danbury para intimidar a la empresa química Coleman que estaba haciendo entrevistas de trabajo en esa zona. Su intención era llamar a las autoridades para que desalojasen el edificio y nadie muriese, pero las cosas salieron mal y la bomba explotó causando varios muertos, a pesar de que Carol intentó desactivar la bomba en el último momento. La policía acorraló en una casa a los miembros del grupo, muriendo todos en el tiroteo de la policía y en el incendio posterior de la vivienda. No obstante el cuerpo de Carol nunca fue encontrando tan sólo restos de su sangre y por lo tanto la policía también la dio por muerta.
Willie quiere pagar una penitencia por estos hechos de los que se considera culpable, por ello escribe cada día en un libro varias frases de arrepentimiento. También desvela que en cierto sentido salvó a Sully – John porque sabía que era el antiguo novio de Carol.
El relato nos muestra un día en la vida de Willie. En realidad Willie tiene tres identidades. Cada mañana va a trabajar a Nueva York como Bill Shearman a una oficina de analistas inmobiliarios. Pero esto sólo es una tapadera creada por él. Cuando llega a la oficina por un pasaje secreto sube a la planta de arriba dónde tiene otra oficina en la que adopta la personalidad de Willie Shearman, técnico de calefacciones y refrigeraciones, pero esta oficina también es una tapadera.
En realidad Willie sale cada día de la oficina de refrigeraciones para convertirse después en Willie J. Garfield o Willie el Ciego, un mendigo que pide limosna enfrente de la catedral de San Patricio de Nueva York. Willie finge ser un mendigo ciego veterano de la guerra de Vietnam que recoge dinero para dárselo a su hijo que está estudiando. Willie parece padecer algún tipo de trastorno que le impide ver mientras es méndigo, tal vez un recuerdo de su ceguera pasajera, pero vuelve a recuperar la vista al atardecer. Willie obtiene bastante dinero por la mendicidad que le permite vivir holgadamente y utiliza para recogerlo el guante de béisbol que robó a Bobby.
Willie es extorsionado por el policía Jasper Wheelock que le chantajea y le pide cada vez más dinero por dejarle practicar la mendicidad y le amenaza con seguirle y descubrir su secreto.
Al final del día Willie vuelve a pasar por la personalidad de Willie Shearman y Bill Shearman antes de volver a casa con su esposa. Le preocupa bastante las ambiciones del agente Wheelock pero decide que se va a tomar una semana de vacaciones para resolver este problema. No se detalla en que consiste el plan de Willie para terminar el chantaje del agente de policía pero parece ser que Willie va a hacer otro cambio de personalidad y convertirse en Willie Slocum el ciego, siendo este el apellido de otro compañero suyo de la guerra de Vietnam.

### ¿Qué hacemos en Vietnam?
Esta historia tiene como subtítulo, 1999: Cuando alguien muere, pensamos en el pasado.
Esta historia tiene como protagonista a John Sullivan. John es un veterano de la guerra de Vietnam condecorado con la Estrella de plata que fue salvado por Willie Shearman. Fue herido de gravedad y como consecuencia de ello perdió uno de sus testículos. Uno de los episodios recurrentes de esta historia es cuando la compañía de Sullivan llegó a una aldea vietnamita y algunos de los soldados se descontrolaron, entre ellos Ronnie Malenfant que mató a una anciana. El recién nombrado teniente Dieffenbaker está aterrorizado y no sabe qué hacer hasta que por fin asiente para que uno de los soldados, Slocum, mate a uno de los descontrolados, Clemson, para parar la matanza.
Este episodio deja traumatizado a Sullivan y desde que acaba la guerra sufre alucinaciones con la anciana que mató Malenfant a la que denomina Mama – san. Sullivan es diagnosticado con el síndrome del superviviente y síndrome del estrés postraumático.
Después de la guerra Sullivan se convierte en vendedor de coches en Harwich. Vive en Mildford, una localidad a treinta kilómetros de Harwich, debido a que Harwich se ha convertido en un suburbio peligroso y degradado de Bridegeport.
La historia comienza cuando Sullivan va al funeral de uno de sus antiguos compañeros de guerra llamado Pags o Pagano. En el funeral se encuentra al teniente Dieffenbaker y juntos rememoran los acontecimientos pasados y la suerte de sus compañeros, por ejemplo Ronnie Malenfant parece haberse rehabilitado por medio de la religión y alcohólicos anónimos. Parecen llegar a la conclusión de que los excombatientes de Vietnam sufren de cáncer, problemas dentarios, cometen suicidios y tienen manías como leer siempre el Post o encender los cigarrillos con un Zippo.
Sullivan rechaza la oferta de Dieffenbaker de tomarse una copa después de funeral porque quiere llegar a casa antes de la hora punta en la que siempre se forman atascos. No obstante se produce un atasco en la carretera y Sullivan vuelve ver a la Mama – san y empieza hablar con ella pero como siempre no contesta. Durante el atasco vuelve a pensar en el pasado.
En un momento para el coche para encenderse un cigarrillo, a pesar de que ha dejado de fumar. En ese momento le parece ver a Carol Geber y corre detrás de ella y en ese momento empiezan a llover cosas del cielo como electrodomésticos y muebles que impactan sobre los coches del atasco. Uno de los objetos que caen del cielo es el guante de béisbol de Bobby Garfield. Sullivan coge el guante y le invaden recuerdos de su infancia, sobre todo del verano de 1960. De repente aparece la Mama – san y habla a Sullivan acogiéndole en brazos. En este momento Sullivan vuelve a aparecer dentro de su coche, la caída de objetos ha parado, parece como si hubiera sido una imaginación de Sullivan, no obstante sigue teniendo el guante en su mano y entonces sufre un ataque al corazón.
La historia termina con Dieffenbaker leyendo en el periódico la noticia de la muerte de John Sullivan reflexionando sobre el fin y la muerte de las guerras.

### Se ciernen ya las sombras de la noche
El subtítulo de esta historia es, 1999: Venga, hijo de puta, vámonos a casa.
En esta historia Bobby Garfield regresa a Harwich después de cuarenta años para asistir al funeral de su antiguo amigo, John Sullivan. Después del funeral Bobby recorre los lugares de su infancia. Se detiene en el parque dónde Carol fue herida y empieza a recordar los sucesos del verano de 1960.
En ese instante aparece Carol Geber que ahora tiene una nueva identidad, Denise Schoonover. Ahora es profesora de matemáticas en Vassar. Bobby le revela a su vez que está casado, tiene tres hijos y es carpintero en Redmont Hills, en Filadelfia. Carol al igual que Bobby ha regresado a Harwich para asistir al funeral de John Sullivan. Carol habla de su pasado y dice a Bobby como fue engañada por unos ideales que no se correspondían a lo que ella realmente quería.
Bobby señala a Carol que también hay otra razón por la cual ha regresado a Harwich. El albacea de John Sullivan le envió un paquete que contenía su antiguo guante de béisbol. Por ello Bobby se enteró de la muerte de Sullivan. Para Bobby estos sucesos son extraños porque en el guante estaba grabada su nueva dirección y por eso el albacea supo dónde enviar el guante. Además el guante fue robado por Willie Shearman. Bobby piensa que Ted Brautigan es en realidad la persona que ha hecho posible el envío del guante ya que la dirección está escrita con la letra de Ted. Además dentro del guante aparece un papel que es la portada del señor de las moscas con el anagrama que pintó Carol en el libro que regaló a Peter Riley.
En ese instante Carol se echa a llorar. Bobby deja el guante en la hierba del parque para que alguien lo coja o para que vuelva al lugar dónde pertenece, ya que los dos coinciden que es un envío de Ted. La historia termina con Carol y Bobby abrazados escuchando por la radio a los Platters.

## Personajes principales

### Hampones con chaquetas amarillas
- Bobby Garldfield: Niño de once años que ayudará a su amigo Ted a escapar de los Hampones.

- Ted Brautigan: Anciano, amigo y vecino de Bobby que huye de los Hampones.

- Carol Gerber: Una de las mejores amigas de Bobby que se convertirá en la primera novia de Bobby.

- Sully - John: Uno de los mejores amigos de Bobby.

- Liz Garfield: Madre de Bobby.

- Cam: Jefe de los Hampones.

- Randall Garfield: Padre difunto de Bobby.

- Don Biderman: Jefe de Liz Garfield.

- Anita Gerber: Madre de Carol.

- Rionda Hewson: Amiga de la madre de Carol.

- McQuown: Trilero que intenta engañar a Bobby.

- Len Files: Dueños del Pocket.

- Alanna Files: Hermana de Len Files.

- Harry Doolin: Estudiante del colegio de San Gabriel.

- Willie Shearman: Estudiante del colegio de San Gabriel.

- Richie O´Meara: Estudiante del colegio de San Gabriel.

- Viejo Gee: Cliente del Pocket.

- Dee: Pandillero de los barrios bajos de Bridgeport.

- Juan: Pandillero de los barrios bajos de Bridgeport.

- Mosos: Pandillero de los barrios bajos de Bridgeport.

### Corazones en la Atlántida
- Peter Riley: Estudiante del Chamberlain Hall. Protagonista y narrador del relato.

- Skip Kirk: Estudiante del Chamberlain Hall. Mejor amigo de Peter.

- Nathan Hoppenstand: Estudiante del Chamberlain Hall. Compañero de Habitación de Peter.

- Stokely Jones III: Estudiante minusválido del Chamberlain Hall.

- Ronnie Malenfant: Estudiante del Chamberlain Hall. Es el principal instigador del juego de Los Corazones.

- Carol Geber: Estudiante de la Universidad de Maine.

- David Dearborn: Jefe de planta del Chamberlain Hall.

### Willie el Ciego
- Willie, Bill Shearman, Willie J. Garfield el ciego: Veterano y héroe de la Guerra de Vietnam que finge ser mendigo.

- Sharon Anne Donahue: Esposa de Willie.

- Jasper Wheelock: Agente de policía que extorsiona a Willie.

- Carol Geber: Activista radical de Estudiantes militantes por la paz.

- Ralph Williamson: Trabajador de planificación financiera Garowicz.

- John Sullivan, Sully - John: Compañero en el ejército de Willie al que salvó la vida. Antiguo novio de Carol Geber.

### ¿ Qué hacemos en Vietnam?
- John Sullivan: Vendedor de coches y veterano de la guerra de Vietnam.

- Dieffenbaker: Antiguo teniente de Sullivan en Vietnam.

- Mama - san: Aparición de una anciana asesinada por Ronnie Malenfant.

- Garret Slocum: Miembro de la compañía de Sullivan, mató a uno de sus compañeros para evitar una matanza en una aldea vietnamita a instancias de Dieffenbaker.

- Ronnie Malenfant: Miembro de la compañía de Sullivan, asesino de la Mama - san.

- Willie Shearman: Soldado que salvó la vida a Sullivan.

- Ralph Clemson: Antiguo miembro de la compañía de Sullivan. Fue disparado por Garret Slocum.

### Se ciernen ya las sombras de la noche
- Bobby Garfield: Carpintero de Filadelfia, antiguo habitante de Harwich.

- Carol Geber, Denise Schoonover: Profesora de matemáticas, antigua amiga de la infancia de Bobby.

## Adaptación cinematográfica
Las historias de Hampones y con chaquetas amarillas y Se ciernen ya las sombras de la noche sirvieron como base para la película estrenada en 2001 con el título Hearts in Atlantis. La película estuvo protagonizada por Anthony Hopkins en el papel de Ted Brautigan, Anton Yelchin en el papel de Bobby Garfield y Hope Davis en el papel de Liz Garfied. La línea principal de la película sigue el libro aunque algunos detalles son cambiados como pueden ser las referencias a la saga de la Torre Oscura y el destino final de los personajes. Así por ejemplo la novela principal que da el título al libro fue excluida. Esto puede ser un problema para entender el título de la película aunque el guion intenta remediarlo introduciendo algunas referencias a la Atlántida.

## Conexión con otras obras de Stephen King
La primera historia, Hampones con chaquetas amarillas está relacionada con la saga de la Torre oscura. Aparecen diversos personajes de la saga como el Rey Carmesí o Ted Brautigan. Por otro lado aparecen diversas palabras del idioma inventado por Stephen King para esta saga. Los Hampones con chaquetas amarillas también aparecen en la novela UR.
En la historia de Corazones en la Atlántida aparece la ciudad de Derry que es una de las ciudades ficticias recurrente en las historias y novelas de Stephen King.
Stephen King escribió una versión de la historia de Willie el ciego en 1994 publicada en la revista Antaeus.
También se ha señalado que uno de los compañeros terroristas de Carol Geber, Raymnond Fiegler, utiliza el pseudónimo de RF, que es el mismo que utiliza Randall Flagg, uno de los villanos de varias obras de Stephen King.